# Bescós de Garcipollera
Bescós de Garcipollera ist ein spanischer Ort in den Pyrenäen in der Provinz Huesca der Autonomen Gemeinschaft Aragonien. Bescós de Garcipollera ist ein Ortsteil der Gemeinde Jaca. Das Dorf mit sechs Einwohnern liegt auf 929 Meter Höhe im Valle de la Garcipollera.

## Einwohnerentwicklung
1900 = 253
1910 = 237
1920 = 208
1930 = 192
1940 = 163
1950 = 118
1960 = 68
1970 = 17
1981 = 9
1991 = 7
2001 = 4
2011 = 5
2019 = 5

## Sehenswürdigkeiten
- Pfarrkirche San Miguel aus dem 18. Jahrhundert mit einer romanischen Apsis